# Torneig d'escacs de Noruega
El Torneig d'escacs de Noruega (o Norway chess en anglès) és un torneig d'escacs, la primera edició del qual va tenir lloc a l'àrea Stavanger, Noruega, del 7 al 18 de maig de 2013. L'edició del 2013 va tenir deu participants, incloent set dels deu millors jugadors del món a la Llista d'Elo de la FIDE del maig 2013. Aleshores va ser guanyat per Sergey Karjakin, amb Magnus Carlsen i Hikaru Nakamura compartint el segon lloc.
El torneig de l'any 2015 va formar part del Grand Chess Tour inaugural juntament amb els torneigs Sinquefield Cup i London Chess Classic. Nogensmenys, el torneig va deixar de formar-ne part.

## Quadre d'honor
| # | Any  | Categoria (Mitjana Elo) | Jugadors | Campió           | Subcampió         | Tercer                 |
| - | ---- | ----------------------- | -------- | ---------------- | ----------------- | ---------------------- |
| 1 | 2013 | XX (2.766)              | 10       | Serguei Kariakin | Magnus Carlsen    | Hikaru Nakamura        |
| 2 | 2014 | XX (2.773)              | 10       | Serguei Kariakin | Magnus Carlsen    | Aleksandr Grisxuk      |
| 3 | 2015 | XXI (2.782)             | 10       | Vesselín Topàlov | Viswanathan Anand | Hikaru Nakamura        |
| 4 | 2016 |                         | 10       | Magnus Carlsen   | Levon Aronian     | Maxime Vachier-Lagrave |